# Elezioni presidenziali a Capo Verde del 1996
Le elezioni presidenziali a Capo Verde del 1996 si tennero il 18 febbraio.
La consultazione è avvenuta in forma plebiscitaria: il corpo elettorale è stato chiamato ad esprimersi in ordine alla rielezione del presidente uscente António Mascarenhas Monteiro.

## Risultati
| A favore       | 81 281  | 92,06 |  |  |  |  |  |  |
| Contro         | 7 012   | 7,94  |  |  |  |  |  |  |
| Totale         | 88 293  | 100   |  |  |  |  |  |  |
|                |         |       |  |  |  |  |  |  |
| Schede bianche | 671     | 0,74  |  |  |  |  |  |  |
| Schede nulle   | 1 213   | 1,35  |  |  |  |  |  |  |
| Votanti        | 90 177  | 43,53 |  |  |  |  |  |  |
| Elettori       | 207 146 |       |  |  |  |  |  |  |